# FSP (化粧品)
FSP（エフエスピー、フリーソウルピカデリーの頭文字よりとったもの）は、資生堂からかつて発売されていた化粧品ブランドである。

## 概要
1999年、資生堂傘下の株式会社アクスより発売された。
テーマは「天才的お化粧道具」であり、商品デザインや広告デザインは平林奈緒美によるものであった。
商品デザインはすべて白を基調にし、画材や海外の生活用品をモチーフにした一般的な化粧品とは一線を画すクールかつシンプルなものであり、広告デザインにおいては飛行機、空港、天気予報などシーズンごとに異なるモチーフが用いられた。（詳しくは歴史の項を参考のこと）
商品には全て通し番号がつけられていた。また、カラー展開のある製品全てに「シマウマ（オス/メス）」・「ヴァンパイア」・「モーテル」などのユニークな色名が付いていた。
スキンケアからメーク用品まで一式そろっていたが、なぜかファンデーションのみ最後まで発売されないままであった。
2003年に完全撤退した。
平林奈緒美は2006年10月以降、同じ資生堂傘下であるエテュセのデザイナーを務めている。そのため同ブランドの最近の商品は当時のFSPに近いデザインとなっている。

## 歴史
- 1999年6月- 全20品でブランドデビュー。発売当時のカタログの表紙には「取扱説明書」の文字があった。
- 2000年2月- 同月21日に初の新色・新商品である「ARRIVALS LONDON」発売。広告モチーフは飛行機。
- 2000年4月- 同月21日に新色・新商品第2弾である「FSP mart HAWAII」発売。広告モチーフはスーパーマーケット。
- 2000年6月- 同月21日に新色・新商品第3弾である「FSP CO INC Los Angeles」発売。広告モチーフはFSP CO INC(架空企業)。
- 2000年8月- 同月21日に新色・新商品第4弾である「アフリカコレクション」発売。広告モチーフはサバンナ。
- 2000年11月- 同月21日に「032　ジェットセットキット」限定発売。広告モチーフは空港。
- 2001年2月- 同月21日に新色・新商品第5弾である「FSP PROPAGANDA」発売。広告モチーフはニューヨーク。
- 2001年5月- 新色・新商品第6弾発売。広告モチーフは理科の実験。
- 2001年9月- 同月21日に新色・新商品第7弾「WORLD NEWS」、また同ブランド最後の新商品でもある「037　タルカムチーク」発売。広告モチーフは天気予報。
- 2002年5月- 公式サイト上に今後の新色・新商品発売予定が無いことが発表される。同時にアイテム整理が行われ、多くの商品が廃盤となった。
- 2003年7月- 同月21日に撤退した。事実上の後継ブランドはMAJOLICA MAJORCA。

## かつて存在した商品（通し番号　商品名/商品分類）
- 001　フェースバブル ポリッシュ/洗顔料（スクラブ入り）
- 002　フェースバブル マット/洗顔料
- 003　フェースバブル ミルキー/洗顔料
- 004　アクアフィックス（大）/化粧水
- 005　アクアフィックス（小）/化粧水
- 006　クリアコンディション（大）/化粧水
- 007　クリアコンディション（小）/化粧水
- 008　シーバムバスター/部分用美容液（皮脂対策用、パウダー入り）
- 009　ドライバスター/部分用美容液（乾燥対策用、バーム状）
- 010　スキンケアパウダー/プレストパウダー、おしろい
- 011　ティントラッピングUV/化粧下地、日焼け止め
- 012　アイデザイニング/アイカラー
- 013　マスカラ アクロバット（ボリューム）/マスカラ
- 014　マスカラ アクロバット（ロング）/マスカラ
- 015　マスカラ アクロバット（カール）/マスカラ
- 016　ネバーエンド アイブロー/アイブローペンシル
- 017　リップクリエーター/口紅
- 018　クリスタルドロップ/リップグロス
- 019　フォルムデザイナー/シェーディング、フェースカラー
- 020　ハヤブサネール/ネールエナメル
- 021　フェースバブル アクネ/洗顔料（ニキビ対策用）
- 022　アクネクールチューナー/シャーベット状化粧水（ニキビ対策用）
- 023　アクネクールチューナー/シャーベット状化粧水（ニキビ対策用）
- 024　ポインツアウト/部分用美容液（ニキビ対策用）
- 025　オールペンラッカー/リキッドアイライナー、簡易タトゥー
- 026　スリーデイズトースター/セルフタンニング剤
- 027　マイクロジェットクリーナー/ポイントメーク落とし
- 028　アクアストロボ/ジェル状フェースカラー
- 029　マスカラ アクロバット（ソーダ）/ラメ入りマスカラ
- 030　ユーズドネールリフレッシャー/ネールエナメル薄め液
- 031　ネールコスチューム/ネールシール（2000年8月と2001年2月に2度柄を変えて限定発売）
- 032　ジェットキットセット/コフレ（2000年11月に限定発売）
- 033　ウォーターポンプカラー/リップグロス、リップクリーム
- 034　ウォーターデザインペンシル/アイライナーペンシル
- 035　ネールクレンザー パウダー/ネールリムーバー（除光液）
- 036　チェンジャーコート/ネールエナメル
- 037　タルカムチーク/粉末状のチーク